# Кастелдилаго (Терни)
Кастелдилаго је насеље у Италији у округу Терни, региону Умбрија.
Према процени из 2011. у насељу је живело 475 становника. Насеље се налази на надморској висини од 252 м.